# Joan Grau Gené

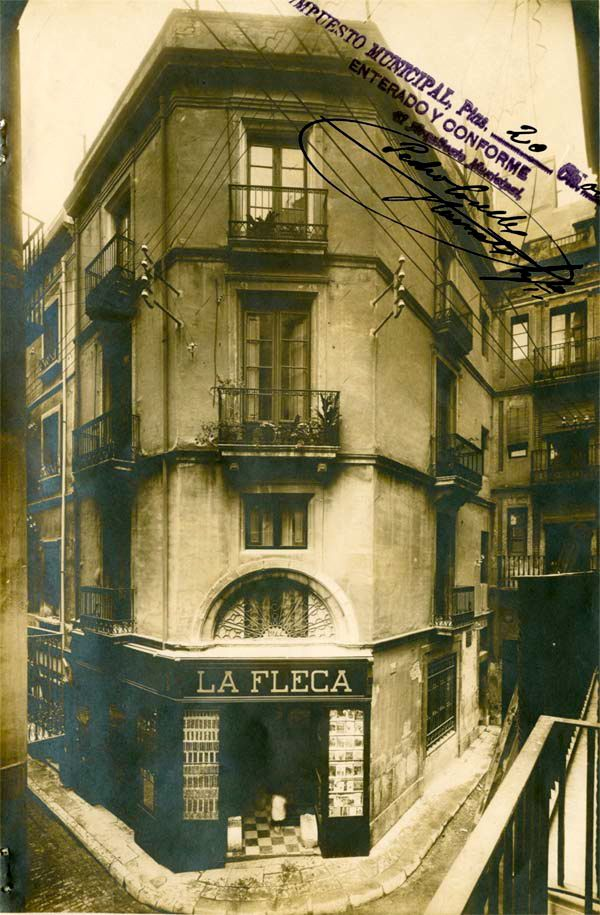
Imatge del 1898 de la llibreria La Fleca al carrer d'Aleus cantonada amb el del Metge Fortuny, a Reus

Joan Grau Gené (Reus, 1848 - 1924) va ser un llibreter, impressor i gravador català, pare del metge Lluís Grau Barberà. (1908-1954)
Fill del llibreter Joan Grau i Vernis, editor de romanços i fulls de rengle, i de Magdalena Gené; germà de Josep Grau Gené, llibreter, es va fer càrrec de la llibreria "La Fleca" al 1881, fundada pel seu pare a començaments de 1856. Era conegut com a "Joanet de la Fleca" perquè, segons el biògraf reusenc Josep Olesti, era baixet d'estatura i de gran simpatia. La seva botiga estava situada a l'antic carrer de la Fleca, avui del Metge Fortuny, al darrere de l'Ajuntament de Reus. Era un lloc on s'hi trobaven objectes variats, joguets i sobretot papereria administrativa. Cap al 1886 va instal·lar una petita impremta, que li permetia imprimir romanços ajuntant-hi boixos que ell mateix gravava per encapçalar-los. Va editar la majoria de romanços coneguts de Josep Ferré (Queri). Va ser el darrer gravador reusenc de caràcter netament popular. Cap al 1914, al carrer de Vallroquetes, núm. 5, als baixos d'una casa de la seva propietat, va instal·lar una impremta moderna, regentada per un fill seu, Venanci Grau Barberà casat amb Francesca Fortuny Martí (neboda del pintor Marià Fortuny) i que, amb el nom d'"Impremta La Fleca" va imprimir diverses publicacions periòdiques, com ara La Columna de Foc, i llibres d'avantguardistes reusencs de l'època. És extensíssima la producció de "La Fleca" en els temps de Joan Grau Gené, com a editora d'impresos populars de tota classe, tant romanços com fulls de rengle, devocionaris, llibrets de divulgació històrica, goigs, etc. Va ser un promotor cultural del poble i des de la seva joventut un entusiasta col·laborador del "Centre de Lectura", sent, quan va morir, un dels socis més antics. Va ser per això que al passar la comitiva fúnebre, per devant de la portalada del Centre, camí de la prioral de sant Pere, s'hi afegiren el President i diversos membres de la Junta directiva. Quan va morir el 1924 la seva dona, Josepa (Pepeta) Barberà Figuerola, seguí amb la llibreria-impremta amb el nom de "Viuda de Joan Grau Gené". "La Fleca" va tancar cap als anys seixanta del segle xx.